# Der Diener (1989)
Der Diener (Originaltitel: Слуга, Sluga) ist ein sowjetischer Spielfilm unter der Regie von Wadim Abdraschitow aus dem Jahr 1989.

## Handlung
In einem Linienbus sitzt ein älterer, weniger gut gekleideter Herr und lässt sich an einem Waldstück mitten auf der Strecke aussetzen. Dann läuft er durch den Wald bis zu dem Haus des berühmten Dirigenten Pawel Sergejewitsch Kljujew, schaut durch dessen Fenster und geht wieder in Richtung Straße. Hier wird er als Anhalter mit dem Wolga des Dirigenten mitgenommen, der in ihm seinen ehemaligen Chef, den hohen Beamten eines sowjetischen Ministeriums Andrei Andrejewitsch Gudionow, erkennt. Nachdem der Fahrer aussteigen musste und zu Fuß weitergeht, kommen beide Männer ins Gespräch und finden sich nach dem Durchfahren eines Tunnels etwa 20 Jahre zuvor wieder.
Es ist die Fahrt, auf der sich beide kennenlernen. Gudionow, der von Pawel zu einer Festveranstaltung gefahren wird, erklärt ihm, dass er ihn persönlich als seinen neuen Fahrer ausgesucht hat und dadurch fast sicher ist, dass der nicht auf ihn angesetzt wurde. Pawel, der ebenso wie sein Chef bei den Luftlandetruppen diente versichert, Gudionow zu dienen und dessen Gewohnheiten zu den seinen machen zu wollen. Die sonderbaren Gewohnheiten seines Chefs erlebt er bereits abends im Hotel, als dieser einer Fußballmannschaft in voller Spielkleidung das Tanzen beibringen will, nur weil diese mehrmals ihre Spiele verloren hat. Am nächsten Morgen ist Pawel dran mit ihm zu tanzen, nachdem er sich einen Zahn an einem Goldstück, welches in einer Praline versteckt war, abgebrochen hat. Eines Tages folgt er seinem Chef in einen Konzertsaal, in dem ein großer Chor probt. Da Gudionow hier ein Machtwort sprechen darf und er mit dem Gesang nicht zufrieden ist, schickt er den Dirigenten einfach wegen Unfähigkeit von der Bühne. Pawel hält es nicht mehr auf seinem Sitz und er übernimmt mehr aus dem Gefühl heraus das dirigieren, was für das erste Mal gut gelingt.
Wieder zwanzig Jahre später kommt Pawel nach einem Konzert nach Hause und hört von seinem Sohn, dass in seinem Arbeitszimmer ein leicht verwirrter Mann sitzt, der behauptet, dass das hier sein Haus wäre. Pawel bestätigt diese Aussage, will sich aber nicht weiter darüber äußern und geht zu dem Mann, um sich mit ihm zu unterhalten. Dieser Mann ist Gudionow und will für ein paar Tage da bleiben, da jemand aus dieser Gegend ihm das Leben schwer macht. Es ist Brysgin, der ihn bereits zeitlebens verfolgt und ihm jetzt auch noch mit einem längst vergessenen Verkehrsunfall nachweisen will, dass er diesen verursacht haben soll. Dabei hat dessen eigener Fahrer Schuld an dem Unfall gehabt und seine Strafe dafür abgesessen. Bevor Pawel seinen ehemaligen Chef zu Bett bringt, sprechen sie noch über seine Frau, die sich zurzeit auf einer Kur befindet. Am nächsten Tag sucht Pawel ehemalige Kollegen, von denen er immer Schakal genannt wird, aus der Fahrbereitschaft seines Ministeriums auf, um mit ihnen über den Unfall zu sprechen. Auch mit Michail, dem Fahrer Brysgins, der nach dem Gespräch seinen Hund auf Pawel hetzt, da er überzeugt ist, dass es Pawel war, der den unfallverursachenden Kipper mit Absicht auf die Straße gestellt hat, um Brysgin zu töten. Immer mehr wird es Pawel klar, zur damaligen Zeit Gudionows Gedanken gelesen und ausgeführt zu haben, was er diesem zu Hause auch erklärt und er erkennt, dessen Sklave gewesen zu sein. Ein Besuch Brysgins im Altenheim bringt weitere Klarheit, denn der besitzt ein Dossier über die Aktivitäten Pawels, die dieser für seinen Chef erledigt hat, um ihm unliebsame Konkurrenten vom Halse zu halten. Gudionow hat ihm zwar die Erpressungen, Bestechungen, Provokationen und anderen Delikte nicht befohlen, aber Pawel erahnte die Wünsche, weil er seinem Herrn ein ergebener Diener sein wollte.
In einem erneuten Rückblick sieht man beide wie sie einen Fallschirmsprung absolvieren, den sie sich zur Festigung ihrer Freundschaft versprochen hatten. Während der Rückkehr in die Zivilisation machen sie Rast in der Kantine eines Dorfes, wo Gudionow in der Abwäscherin Maria eine ehemalige Freundin zu erkennen glaubt, die von beiden auch gleich mitgenommen wird, da er sie immer noch liebt, obwohl er verheiratet ist. Eines Tages bittet Gudionow seinen Fahrer, dass der Maria heiratet, denn er kann nicht sein Leben an das ihre ketten, hat er doch eine Berufung und möchte trotzdem, dass sie glücklich ist. Um Pawel den Schritt zu erleichtern, schenkt er ihm den Chor und sein Haus. Der braucht dann nicht mehr als Fahrer zu arbeiten und kann sich voll dem Dirigieren widmen, denn sein Chef braucht ihn nicht mehr, denn der ist sehr hoch befördert worden und wird in eine andere Stadt ziehen und Maria ist einverstanden mit der Regelung. Nach seinem ersten großen Konzert, in dem auch Maria und Gudionow sitzen und ergriffen dem Gesang zuhören, bringen sie Gudionow zur Bahn und verabschieden ihn.
Wieder Jahre später wartet Pawel vor der neuen Dienststelle Gudionows, um ihm von der Vorladung zu erzählen, die er erhalten hat, doch der kann sich an seine Vergangenheit nicht mehr erinnern. Selbst einen Brysgin will er nicht mehr kennen und an Pawel erinnert er sich nur schwach. Um seinem ehemaligen inzwischen entmachteten Chef auf die Sprünge zu helfen, entführt er Brysgin aus seinem Heim und fährt ihn zu Gudionow, doch als der in den Wagen schaut, findet er in dem Auto nur noch einen Toten auf dem Rücksitz vor. Mit Mühe schafft es Pawel am Abend in das Konzerthaus, um seinen Chor zu dirigieren. während die Saalausgänge durch zivile Polizisten abgesperrt werden.

## Produktion und Veröffentlichung
Der in Farbe gedrehte Film hatte im Juli 1989 unter dem Titel Слуга in der Sowjetunion seine Premiere.
Bereits im Februar 1989 lief Der Diener während der 39. Internationalen Filmfestspiele in Berlin im Wettbewerbsprogramm.
In der DDR hatte der Film seine Erstaufführung am 25. Juni 1990 im Berliner Kino Babylon.

## Kritik
In der West-Berliner Zeitung der SEW Die Wahrheit vom 16. Februar 1989 meint Hans-Günter Dicks, dass der Film sehr sehenswert, jedoch nicht für die Massen geeignet ist.
Dieter Strunz schreibt in der Berliner Morgenpost vom 16. Februar 1989, dass es sich hier um einen ernsthaften und ehrenwerten Film handelt, der die Abrechnung mit alten Abhängigkeiten zum Thema hat.
Das Lexikon des internationalen Films schreibt, dass dies ein symbolbeladener Film voller religiöser Zitate und einer eindringlichen sakralen Musik wäre.

## Auszeichnungen
- 1989: 39. Internationale Filmfestspiele Berlin: Alfred-Bauer-Preis